# Hôtel de ville de Loches
L'hôtel de ville de Loches est le bâtiment qui abrite, depuis 1535, la mairie de la ville française de Loches dans le département d'Indre-et-Loire.

## Localisation
L'hôtel de ville de Loches est construit contre la face intérieure du rempart médiéval de la ville, plaqué sur la porte Picois qu'il masque en partie.

## Historique
La construction de l'hôtel de ville est autorisée par lettre patente du roi François Ier datée du 1er décembre 1519 ; l'édifice doit également faire office de prison, de grenier à sel et de palais de justice. Toutefois, pour des raisons financières, le chantier, dont le plan est élaboré par Jean Baudoin en 1534, ne commence que le 6 avril 1535 pour se terminer, après plusieurs interruptions, qu'en août 1543,. Le bâtiment sert de mairie, sans discontinuer, depuis cette période.
Pendant la Révolution française, l'hôtel de ville sert à entreposer les œuvres d'art saisies dans les édifices religieux du district.
Il est classé au titre des monuments historiques par la liste de 1862, en même temps que la porte Picois adjacente.

## Architecture
| - Façade est de l'hôtel de ville. En retour d'angle, à droite, la porte Picois. - Lucarne ornée d'une salamandre. |

Des contraintes de place (la parcelle à bâtir est petite) et l'interdiction de François Ier de détruire la porte Picois et l'enceinte, édifiées au siècle précédent, pour le construire, obligent l'architecte à adopter un plan particulier pour l'hôtel de ville. Il se compose d'un bâtiment en longueur perpendiculaire à l'enceinte et d'un pavillon, construit dans l'angle rentrant du premier bâtiment de la porte Picois.
Le bâtiment principal comporte deux étages et un comble. Sa façade est rythmée de pilastres dont les chapiteaux présentent des décors végétaux ; elle est percée de baies à meneaux. Le fronton de celle qui éclaire le comble est décoré d'une salamandre, emblème royal de François Ier.
Le pavillon d'angle comporte pour sa part quatre étages reliés par des escaliers à courtes volées droites, en raison de l’exiguïté des lieux. ses baies sont en plein cintre, excepté celle de l'étage supérieur, à meneaux.

## Pour en savoir plus